# Synechodontiformes
A Synechodontiformes a porcos halak (Chondrichthyes) osztályának az egyik fosszilis rendje.

## Rendszerezés
A rendbe az alábbi 2 család tartozik:
- Orthacodontidae Glikman, 1957
- Palaeospinacidae (Regan, 1906)

- Az alábbi nemek bizonytalan helyzetűek, azaz még nincsenek családokba foglalva:
  - Mucrovenator
  - Polyfaciodus Koot & Cuny in Koot et al., 2014
  - Rhomphaiodon
  - Safrodus Koot & Cuny in Koot et al., 2014

## Fordítás
- Ez a szócikk részben vagy egészben  a   Synechodontiformes című angol Wikipédia-szócikk ezen változatának fordításán alapul.  Az eredeti cikk szerkesztőit annak laptörténete sorolja fel. Ez a jelzés csupán a megfogalmazás eredetét és a szerzői jogokat jelzi, nem szolgál a cikkben szereplő információk forrásmegjelöléseként.